# Man! I Feel Like a Woman!
"Man! I Feel Like a Woman!" blev sjunde singel ut från albumet Come on Over med Shania Twain. Låten skrevs av Mutt Lange och Shania Twain. "Man! I Feel Like a Woman!," släpptes ursprungligen till nordamerikanska countryradiostationer under tidigt 1999, och var första låt på Shania Twains turnéer Come on Over Tour och Up! Tour. Låten vann år 2000 en Grammy för bästa kvinnliga sånginsats inom country. Shania Twain framförde låten under halvtidspausen i Super Bowl 2003. 2006 fick singeln en guldskiva av RIAA för 500 000 nerladdningar.
Låten användes som ett komiskt inslag 2004 i en TV-reklam för Chevy Colorado, där en grupp män reser i ett av fordonen, och en av dem börjar sjunga med till Shania Twains inspelning (ur kvinnligt perspektiv), mycket till vännernas obehag. (Chevrolet sponsrade Country Music Association.) Låten framfördes också av American Idol-vinnaren Carrie Underwood under fjärde säsongen, och av Britney Spears i filmen Crossroads.

## Mottagande
Tidskriften Billboard gav låten bra kritik, och kallade den "countrycrossover när den är som bäst."

## Listplacering
"Man! I Feel Like a Woman!" debuterade på amerikanska Billboard Hot Country Singles & Tracks den 13 mars 1999 med placeringen 53, och var därmed högst placerade nykomling den veckan. Singeln tillbringade sedan 20 veckor på listan och klättrade till topplaceringen nummer fyra den 12 juni 1999, där den stannade i två veckor. Singeln blev Shania Twains elfte topp 10-hit (sjunde raka), och hennes 13:e topp 20-singel på countrylistorna. "Man! I Feel Like a Woman!" toppade också listan Hot Country Recurrents i två veckor.
Femte släppe till amerikanska adult contemporary från Come on Over', "Man! I Feel Like a Woman!" debuterade på 29:e plats den 2 oktober 1999, den veckans högst placerade nykomling. Singeln tillbringade 26 veckor på listan och klättrade till 16:e-plats den 18 december 1999, där den stannade i en vecka. "Man! I Feel Like a Woman!" blev Shania Twains femte raka top 20-singel, men blev dock hennes första att inte komma bland de 10 främsta.
"Man! I Feel Like a Woman!" blev en av Shania Twains mest framgångsrika singlar på amerikanska Billboard Hot 100. Singeln släpptes till popradio, debuterade den 17 april 1999, med en 93:e-plats. Den tillbringade 28 veckor på listan, och nådde som högst 23:e-platsen i en vecka den 13 november 1999. Låten blev Shania Twains sjunde top 40-singel. Den nådde också en 18:e plats på Hot 100 Airplay-listan.
"Man! I Feel Like a Woman!" blev hennes andra raka etta i Nya Zeeland, där den debuterade på topplaceringen, och belönades med en platinaskiva. I Frankrike blev det hennes första singel bland de 10 främsta. I Storbritannien belönades den med silverskiva, och debuterade på toppen den 2 oktober 1999 bland de tre främsta, där den stannade i två veckor. Den stannade bland de tio främsta i ytterligare två veckor, och låg på listan i 18 veckor. Singeln blev Shania Twains fjärde, och tredje raka, top 10-hit i Storbritannien. Den hamnade också bland de tio främsta i Nederländerna och Australien.

## Musikvideo
Låtens musikvideo spelades in i New York den 3 januari 1999, och regisserades av Paul Boyd. Den debuterade den 3 mars och är en omvänd version av Robert Palmers "Addicted to Love". Videon vann Much More Music-priset vid Much Music Video Awards år 2000. Originalversionen av videon finns på Shania Twains DVD The Platinum Collection.

## CD-singel
- "Man! I Feel Like a Woman!" Original Radio Edit (3:53)
- "I'm Holdin' On to Love (To Save My Life)" (popmix)
- "Love Gets Me Every Time" (3 mars-remix)
- "Man! I Feel Like a Woman!" (alternativ mix) (3:53)

## Officiella versioner
- Ursprunglig albumversion (3:53)
- Internationell version (3:53)
- Alternativ version (3:53)
- Live från Dallas (3:56)
- Live från Divas Live (4:34)

## Listplaceringar

### Topplacering
| Lista (1999–2000)                            | Topplacering |
| -------------------------------------------- | ------------ |
| Australien (ARIA)                            | 4            |
| Österrike (Ö3 Austria Top 40)                | 11           |
| Belgien (Ultratop 50 Flandern)               | 16           |
| Belgien (Ultratop 40 Vallonien)              | 7            |
| Frankrike (SNEP)                             | 3            |
| Nederländerna (Mega Single Top 100)          | 10           |
| Tyskland (Media Control AG)                  | 33           |
| Nya Zeeland (RIANZ)                          | 1            |
| Sverige (Sverigetopplistan)                  | 20           |
| Schweiz (Swiss Music Charts)                 | 43           |
| Storbritannien (The Official Charts Company) | 3            |
| US Country Songs (Billboard)                 | 4            |
| US Billboard Hot 100                         | 23           |

### Fotnoter
1. ↑  Shania Twain awards Arkiverad 16 juni 2009 hämtat från the Wayback Machine.
2. ↑  Billboard, 4 september 1999
3. ↑  Chart Stats
4. ↑  "Australian-charts.com - Shania Twain - Man! I Feel Like a Woman!". ARIA Top 50 Singles. Hung Medien.  Retrieved 8 oktober 2010.
5. ↑  "Shania Twain - Man! I Feel Like a Woman! Austriancharts.at" (in German). Ö3 Austria Top 40. Hung Medien.  Retrieved 8 oktober 2010.
6. ↑  "Ultratop.be - Shania Twain - Man! I Feel Like a Woman!" (in Dutch). Ultratop 50. Ultratop & Hung Medien / hitparade.ch.  Retrieved 8 oktober 2010.
7. ↑  "Ultratop.be - Shania Twain - Man! I Feel Like a Woman!" (in French). Ultratop 40. Ultratop & Hung Medien / hitparade.ch.  Retrieved 8 oktober 2010.
8. ↑  "Lescharts.com - Shania Twain - Man! I Feel Like a Woman!" (in French). Les classement single. Hung Medien.  Retrieved 8 oktober 2010.
9. ↑  "Dutchcharts.nl - Shania Twain - Man! I Feel Like a Woman!" (in Dutch). Mega Single Top 100. Hung Medien / hitparade.ch.  Retrieved 8 oktober 2010.
10. ↑  "Musicline.de - Chartverfolgung - Twain,Shania - Man! I Feel Like a Woman!" (in German). Media Control Charts. PhonoNet GmbH.  Retrieved 8 oktober 2010.
11. ↑  "Charts.org.nz - Shania Twain - Man! I Feel Like a Woman!". Top 40 Singles. Hung Medien.  Retrieved 8 oktober 2010.
12. ↑  "Swedishcharts.com - Shania Twain - Man! I Feel Like a Woman!". Singles Top 60. Hung Medien.  Retrieved 8 oktober 2010.
13. ↑  "Shania Twain - Man! I Feel Like a Woman! swisscharts.com". Swiss Singles Chart. Hung Medien.  Retrieved 8 oktober 2010.
14. ↑  "oktober 1999 Archive Chart" UK Singles Chart. The Official Charts Company.  Retrieved 8 oktober 2010.
15. ↑  "Shania Twain Album & Song Chart History" Billboard Country Songs for Shania Twain. Prometheus Global Media.  Retrieved 8 oktober 2010.
16. ↑  "Shania Twain Album & Song Chart History" Billboard Hot 100 for Shania Twain. Prometheus Global Media.  Retrieved 8 oktober 2010.